# Adolf Paul Schulze
Adolf Paul Schulze (* 8. Oktober 1840 in Crimmitschau; † 3. Januar 1891 in Glasgow) war ein deutsch-britischer Kaufmann, der in Glasgow wirkte und nebenberuflich zur Lichtmikroskopie arbeitete.

## Leben
Schulze wuchs in der durch ihre Textilindustrie bekannten Stadt Crimmitschau auf. Nach dem Schulbesuch studierte er einige Jahre in Chemnitz. Anfang der 1860er Jahre verließ er Deutschland und ging nach England, wo er mit seinem Bruder 1866 in Manchester ein Garngeschäft gründete. 1867 zog er nach Glasgow, betrieb aber weiterhin das Geschäft in Manchester.
In seiner Freizeit beschäftigte er sich mit der Lichtmikroskopie. Bekannt wurde er durch seine hochauflösenden mikrofotografischen Aufnahmen pflanzlicher und tierischer Präparate, die er in Fachzeitschriften veröffentlichte. Die Ergebnisse seiner wissenschaftlichen Arbeit präsentierte er auch in Vorträgen vor der Royal Microscopical Society.
1887 wurde er zum Mitglied der Royal Society of Edinburgh gewählt. Zu den Vorschlagenden gehörte William Thomson (Lord Kelvin). Er war Mitglied der Royal Microscopical Society sowie Gründungsmitglied der Scottish Microscopical Society.
Schulze wurde nur 50 Jahre alt. Sein Unternehmen, das er zusammen mit Walter R. Paton führte, wurde nach seinem Tod umstrukturiert und trug den Namen Schulze, Paton & Co.